# اونا (گجرات)
اونا (به انگلیسی: Una) یک منطقهٔ مسکونی در هند است که در Una Taluka واقع شده‌است. اونا ۵۸٬۵۲۸ نفر جمعیت دارد و ۱۴ متر بالاتر از سطح دریا واقع شده‌است.